# Heterostegane hyriaria
Heterostegane hyriaria là một loài bướm đêm trong họ Geometridae.